# ياسوغي (شيمانه)
مدينة ياسوغي (بالإنجليزية: Yasugi)‏ هي أحد المدن التابعة لمحافظة شيمانه. تأسست رسميًا في 01/04/1954. ويقدر عدد سكانها بـ 42997 نسمة حسب تقدير مكتب الإحصاء الياباني لعام 2012. تبلغ مساحة ياسوغي 420.97 كم2. بكثافة سكانية تبلغ 102 نسمة/كم2.